# Емельяненко, Григорий Андреевич
Григорий Андреевич Емельяненко — советский хозяйственный, государственный и политический деятель, Герой Социалистического Труда.

## Биография
Родился в 1912 году в селе Семёново. Член ВКП(б) с 1950 года.
С 1930 года — на хозяйственной, общественной и политической работе. В 1926—1964 гг. — столяр, ученик школы фабрично-заводского обучения, вальцовщик, старший вальцовщик блюминга на Керченском металлургическом заводе, в Красной Армии, старший оператор цеха слябинга Запорожского металлургического завода имени Орджоникидзе «Запорожсталь», старший оператор цеха слябинга Магнитогорского металлургического комбината во вемя Великой Отечественной войны, старший оператор цеха слябинга «Запорожстали».
Указом Президиума Верховного Совета СССР от 19 июля 1958 года присвоено звание Героя Социалистического Труда с вручением ордена Ленина и золотой медали «Серп и Молот».
Избирался депутатом Верховного Совета СССР 5-го созыва.
Умер в 2000 году в Запорожье.